# Поліхрус мармуровий
Поліхрус мармуровий (Polychrus marmoratus) — представник роду поліхрусів з родини анолісових. Інша назва «мавпяча ящірка».

## Опис

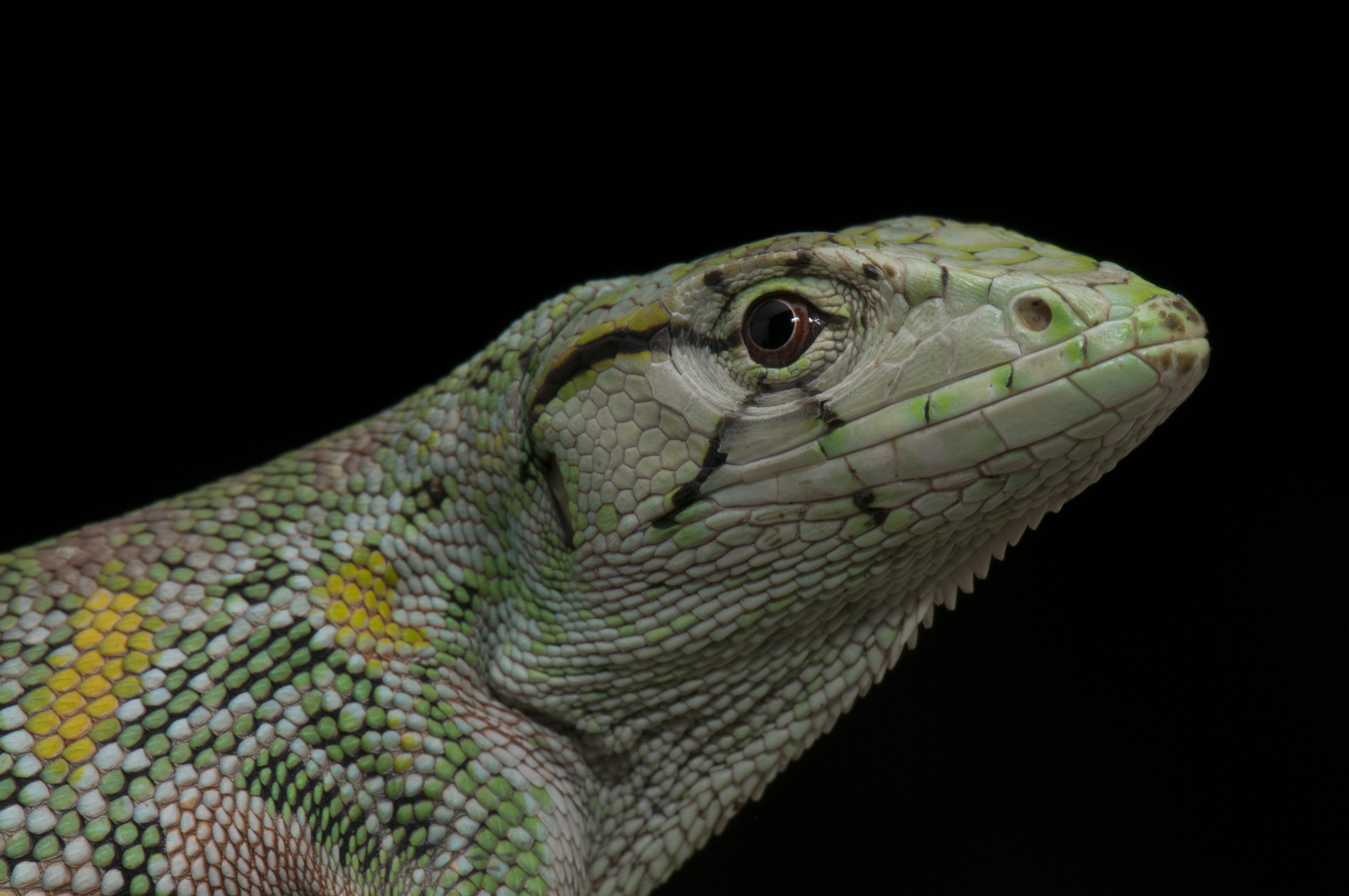
Голова Polychrus marmoratus

Загальна довжина сягає 40 см. Колір шкіри зелений, оливкуватий. Візерунок на спині нагадує листя. Завдяки своїй сітчасті виглядає наче мармур. Зверху також може бути коричнювата смуга від кінчика морди до хвоста. Черево білувате з матовим відливом. Тулуб високий, стиснутий з боків, хвіст дуже довгий, сплощений з боків. Кінцівки добре розвинуті, довгі та міцні. Задні довше за передні з дуже довгими пальцями.

## Спосіб життя
Полюбляє тропічні ліси. Ховається серед гілля, усе життя знаходиться на деревах. харчується комахами та безхребетними.
Це яйцекладна ящірка. Самиця відкладає до 2 яєць. Стосовно парування та розмноження цих тварин ще не достатньо інформації.

## Розповсюдження
Це ендемік Південної Америки. Мешкає у Колумбії, Венесуелі, Гвіані, Гаяні, Суринамі, Тринідаді і Тобаго, Бразилії, Еквадорі, Перу, інколи зустрічається у Болівії та Чилі.